# 이인좌
이인좌(李麟佐, 1695 ~ 1728)는 조선 영조 때의 역신(逆臣)이다. 본명은 현좌(玄佐), 1695년, 청주시에서 태어났으며, 제4대 임금인 세종대왕의 넷째아들인 임영대군(臨瀛大君)의 9대손이며 관찰사를 지낸 이운징의 손자이다.
이인좌는 을해(1695년)생이다. [감난록(勘亂錄) 권2 영조 4년 무신 3월 25일]
1728년(영조4) 이인좌(34세)의 네 아들 중명(中明)·인명(仁明)·문명(文明)·화명(化明)은 조선왕조실록 영조4년 7월 24일·영조21년 11월 17일 및 승정원일기 영조4년 4월 14일 등에 따르면, 7세~12세인 관계로 함경도에 관노(官奴) 발배됐다.
이인좌(李玄佐)가 20세 쯤에 결혼했다면, 1728년(영조4) 무신년 봉기 당시에 큰아들이 12세가 된다.

## 생애
과격한 소론 인사였던 그는 신임사화로 득세하였으나, 영조의 즉위로 소론이 몰락하면서 함께 실각했다. 그리하여 비밀리에 소론파를 규합하여 1728년, 정희량과 함께 군사를 일으켜 청주를 함락하고 안성에 이르렀으나 도원수 오명항에게 대패하여 죽산으로 도피하였다. 그러나 그칠 줄 모르는 추격으로 산사에 숨었다가 신길만(申吉萬) 등 마을 사람들에게 붙들려 한양으로 압송되었다. 그해 음력 3월 26일, 친국에서 역모의 전모를 공술하고 다음날 대역모반죄로 군기시 앞에서 참형에 처해졌다.

1873년(고종 10)에 가서 이현일, 윤휴, 한효순, 목내선, 정인홍, 정도전 등을 복권해야 된다는 신원 상소가 올려졌다. 이에 면암 최익현(崔益鉉)과 중암 김평묵(金平黙)은 말도 안되는 소리라며 강하게 반발하였다. 그러나 정도전, 이현일, 윤휴 등을 복권해야 된다는 상소가 계속되자 최익현과 김평묵은 이를 막기 위해 줄기차게 노력하였다.
1873년(고종 10)부터 1876년까지 최익현과 김평묵 등은 상소 등을 통해 "이현일, 한효순, 목내선 등의 신원을 요구한 사람들을 추율(追律, 반역죄)로 처단해야 하며, 남인(南人)인 윤휴(尹鑴) 이후로 우리 서인(노론)과 남인은 원수가 됐다. 만약 서양과의 조약이 성립된 후에 민암, 목내선, 이인좌, 정희량, 이현일의 후손들이 백성의 불인(不忍)한 마음을 이용하여 창을 들고 도성과 대궐을 침범한다면 올바른 선비들이 일망타진될 것이다"라고 주창하여 이들의 복권 여론을 끝까지 반대하여 무산시켰다. 그 뒤에도 최익현과 김평묵은 남인과 이인좌의 난 관련자들의 복권을 결사 반대하였다. 결국 김평묵과 최익현이 모두 죽은 뒤 1907년(융희 2년)에 가서야 윤휴, 이현일 등과 함께 복권된다.

## 이인좌가 등장한 작품

### 드라마
- 대박 (SBS, 2016년)(배우: 전광렬)
- 해치 (SBS, 2019년)(배우: 고주원)

### 영화
- 역모: 반란의 시대 (2017년)(배우: 김지훈)

## 같이 보기
- 이인좌의 난
- 소론
- 조선 장조